# Neve na América do Sul

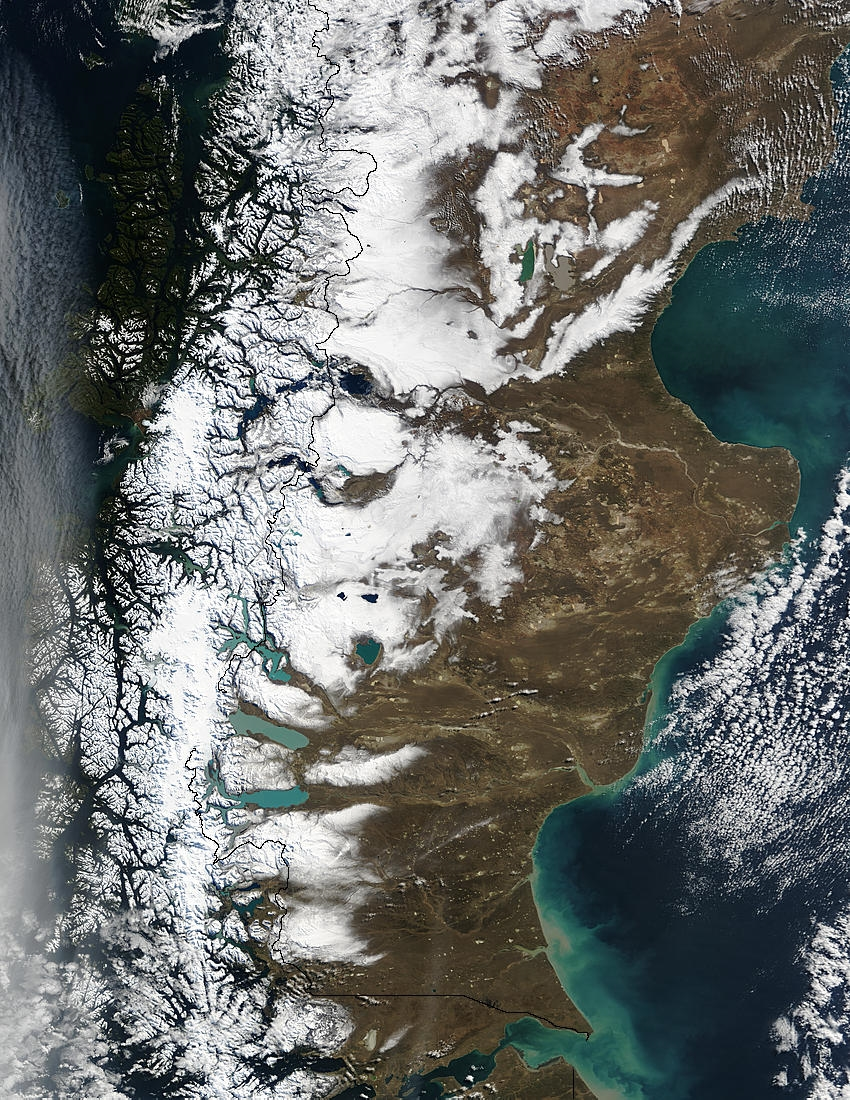
Imagem de satélite mostrando a cobertura de neve no extremo sul da América do Sul

A ocorrência de neve na América do Sul apresenta-se distribuída em função de dois grandes fatores de controle climático: a latitude e a altitude em relação ao nível do mar.

## Distribuição geográfica

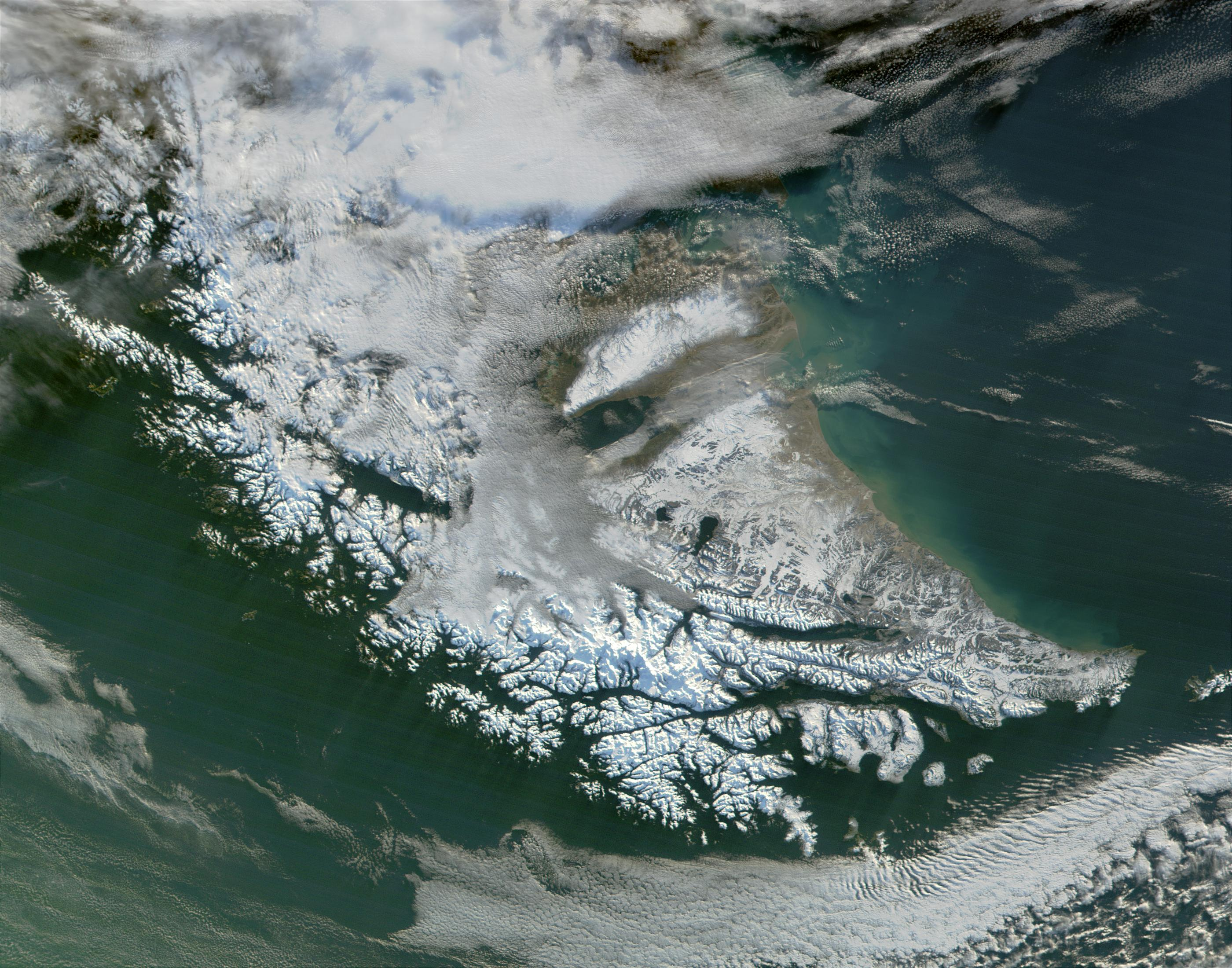
Neve acumulada durante o inverno na Terra do Fogo.

Áreas de médias latitudes (superiores a 30°S), podem apresentar queda de neve durante os meses mais frios em alguns anos. Áreas de latitudes mais elevadas têm registro regular de queda de neve, que ocorre nos períodos mais frios em, praticamente, todos os anos.
A altitude do relevo é outro fator capaz de influenciar na ocorrência do fenômeno, de modo que mesmo em locais de menores latitudes, podem registrar queda e acúmulo de neve, desde que a altitude assim permita. Como a temperatura tende a cair com o acréscimo da altitude em relação ao nível do mar, é possível que a queda de neve ocorra até mesmo nas proximidades da Linha do Equador, desde que haja elevação o suficiente para que as temperaturas atinjam valores próximos ou inferiores a 0°C.
Desse modo, a faixa de ocorrência de neve na América do Sul também estende-se por sua costa oeste, acompanhando os picos mais elevados da Cordilheira dos Andes. O mesmo ocorre no setor brasileiro que compreende as serras gaúchas e catarinenses.

## Países que registram neve

### Argentina

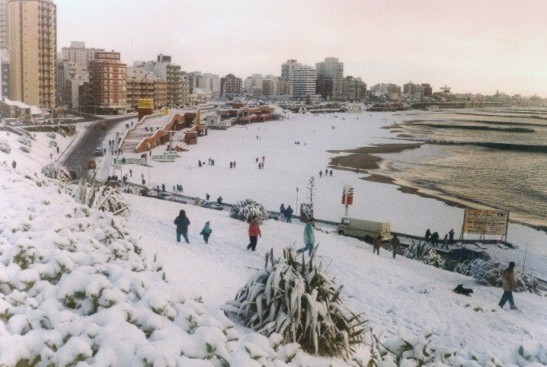
Neve cobrindo o litoral argentino na cidade de Mar del Plata, no ano de 1991

A Argentina apresenta grande abundância de neve em seu setor andino, onde existem inclusive estações para prática de esqui, caso de Bariloche. Contudo, a neve também ocorre anualmente em terras mais baixas situadas no extremo sul do país, como a Terra do Fogo e a região da Patagônia. Outras áreas de planícies mais ao norte, como a Região metropolitana de Buenos Aires, também registram queda esporádica de neve, fenômeno que ocorre apenas nos anos excepcionalmente mais frios e úmidos.
O principal destino do turismo de inverno na Argentina é a região de Bariloche. Esta cidade está situada numa micro-zona climática e de vegetação de floresta temperada. Seu clima é temperado, influenciado pela proximidade dos Andes, e suas florestas se mantêm graças à abundância de água dos grandes lagos glaciais, como o Nahuel Huapi. No inverno (junho a agosto), as temperaturas caem abaixo de zero e a maior quantidade de neve nas montanhas mais altas dá início à temporada de esqui. Afastando-se poucos quilômetros para leste da cidade, porém, o clima se torna mais seco, surgindo a fria estepe da Patagônia, com sua vegetação de gramíneas cada vez mais esparsas, até que a paisagem se torna a de deserto.
Outro destino argentino muito procurado por turistas que desejam praticar esportes de inverno e desfrutar de paisagens repletas de neve é a cidade de Ushuaia. Situada na porção mais austral da Argentina, essa cidade apresenta abundância de neve nas montanhas localizadas em seu entorno. Devido ao clima constantemente frio e à proximidade com o oceano, a neve das estações de esqui da região encontram-se classificadas entre as melhores do mundo para a prática desse esporte. Além disso, as características climáticas locais fazem com que esta cidade tenha a mais longa temporada de neve de todo o hemisfério sul do planeta, com as pistas de esqui mantendo-se abertas de junho até outubro.

### Brasil

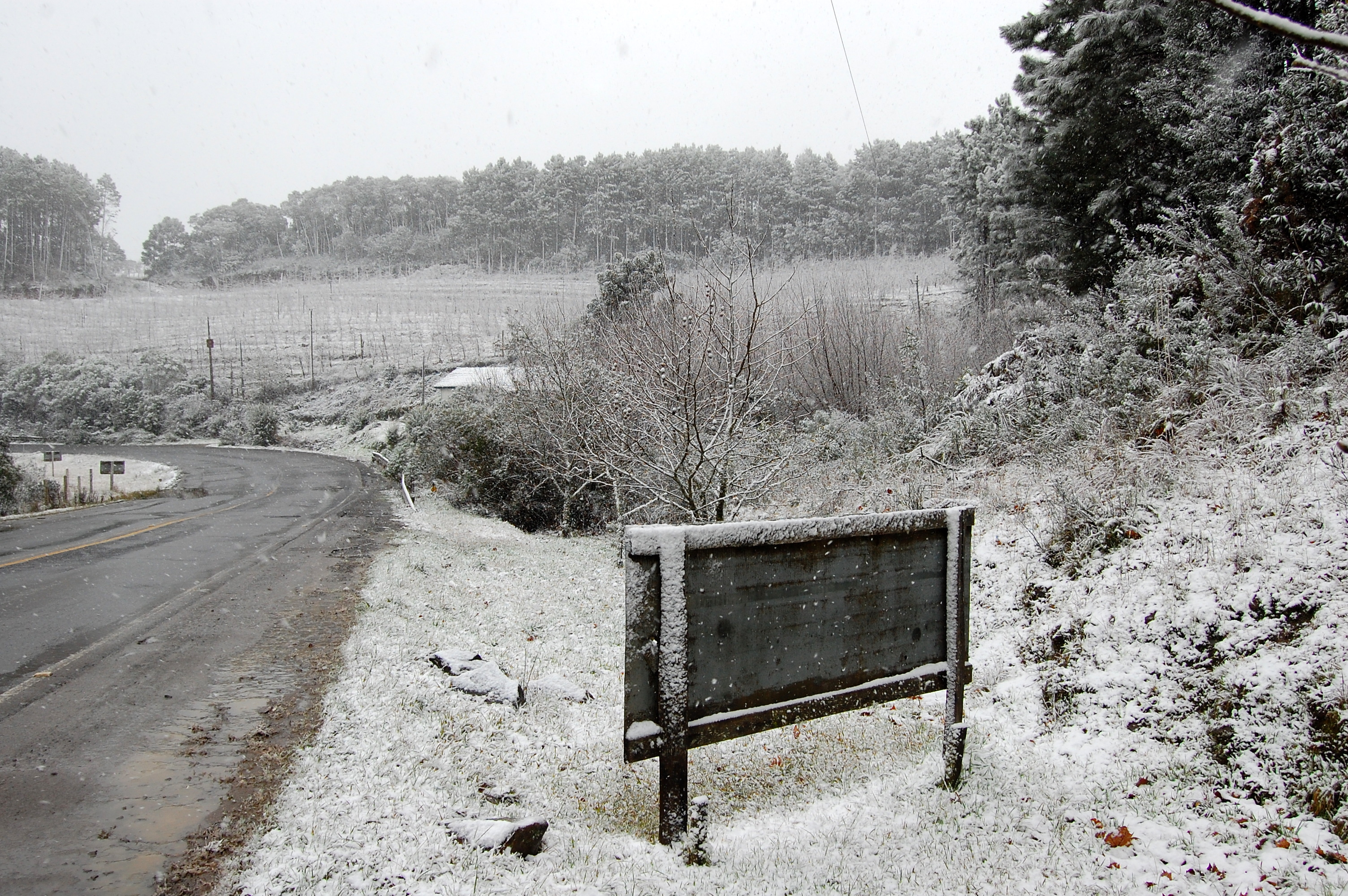
Neve em São Joaquim, no sul do Brasil, em 2010.

Apesar de ser um fenômeno escasso num país predominantemente tropical, a neve no Brasil ocorre com relativa frequência nos planaltos dos estados do Rio Grande do Sul de Santa Catarina e Paraná, onde estão encravadas entre montanhas, as cidades consideradas mais frias do país: São Joaquim, Urubici e São José dos Ausentes, dentre outras cidades que fazem divisa com essas, como Bom Jesus, Urupema, Bom Jardim da Serra e Cambará do Sul.
Além destes três estados (Rio Grande do Sul, Santa Catarina e Paraná), outros já tiveram registros de precipitação de neve: São Paulo, Rio de Janeiro, Minas Gerais e Mato Grosso do Sul, mas é um fenômeno muito mais raro que nos três estados sulistas.
O fenômeno, no Brasil, ocorre principalmente nos meses de junho, julho e agosto, mas há registros de nevadas precoces nos meses de abril (17 de abril de 1999 em São Joaquim, Santa Catarina), maio e também nevadas tardias, em setembro e mesmo em outubro, já em plena primavera (em São Francisco de Paula, Rio Grande do Sul registrou-se o fenômeno em 3 de outubro de 1999 e 2006, sendo a nevada mais tardia registrada no país).
No ano de 2000, a neve ocorreu em mais de 70 municípios espalhados nos três estados da Região Sul do Brasil. Em 2010 o fenômeno voltou a ocorrer com força em 21 municípios das serras catarinense e gaúcha. Em julho e agosto de 2013, foram registradas nevadas com razoáveis acúmulos em dezenas de cidades do Sul do Brasil.
Em termos de abrangência territorial, destaca-se na região sul do Brasil, o ano de 1975, tendo também o fenômeno ocorrido de forma simultânea e forte em muitos municípios espalhados pelos três estados do sul em 1928, 1942, 1955, 1975, 1994, 2000 e 2013, este último inclusive, com incidência de nevada considerável no estado do Paraná, inclusive na capital Curitiba.

### Chile

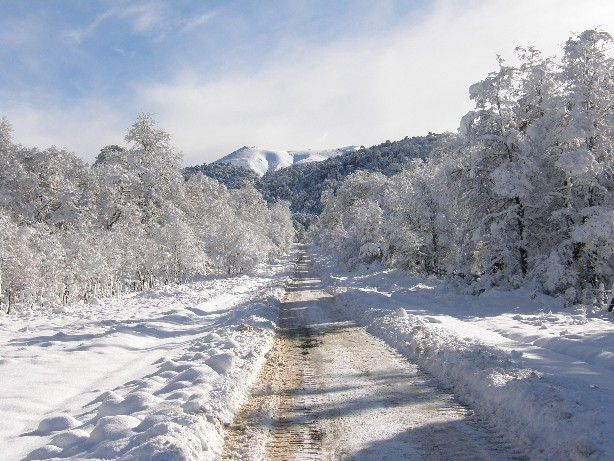
Neve acumulada durante o inverno de 2011 em Malalcahuello, no Chile

O Chile apresenta neve abundante em seu setor andino, onde existem estações de esqui com moderna infraestrutura, como a instalada em Valle Nevado. Em função das elevadas latitudes, o setor sul do país apresenta neve mesmo nos pontos onde a altitude é reduzida.
O fenômeno também ocorre com certa frequencia na cidade de Santiago, capital do país. Os episódios mais signicativos de nevadas na capital chilena ocorreram nos anos de 1920, 1954, 1972, 2006 e 2017. Nos três primeiros casos houve grande acumulação da neve, mesmo nas áreas mais baixas da cidade como o centro. Já em 2006 o maior acúmulo de gelo se deu nos morros mais elevados do município.

### Paraguai
O Paraguai registrou uma rara precipitação de aguaneve (neve parcialmente fundida) no extremo sul do país, na localidade de María Auxiliadora, situada no departamento de Itapúa, em 22 de julho de 2013. Também caiu aguaneve no município de Caazapá, também situado no sul do país, no departamento homônimo, em 17 de julho de 2017.

### Uruguai
O Uruguai é um país de clima predominantemente subtropical úmido, com frequentes ocorrências de geada nos meses de outono, inverno e começo de primavera. Porém, ocorrências de neve são extremamente raras nesse país, tendo seu último episódio de nevadas ocorrido em 6 de junho de 2012, nos departamentos de Colônia (nas cidades de Rosario e Nueva Palmira) e Soriano, com neve de fraca intensidade e misturada à chuva líquida. Antes de 2012, o Uruguai havia registrado o fenômeno em julho de 2007, também com fraca intensidade, nas proximidades de Colônia do Sacramento e de Rocha, e em agosto de 1991 e 2019, na Serra Carapé, nos municípios de Aiguá e Minas. Em 23 de junho de 2025, nevou em Nueva Palmira (departamento de Colônia) e no cume do Cerro Catedral, o ponto mais alto do país, no município de Aiguá.
Alguns meios de comunicação dizem que nevou em Montevidéu em 26 de junho de 1980, enquanto outros meios afirmam que se tratava apenas de granizo.

### Outros Países
Outros países que, em função das elevadas altitudes da Cordilheira dos Andes, também apresentam locais com queda de neve são:

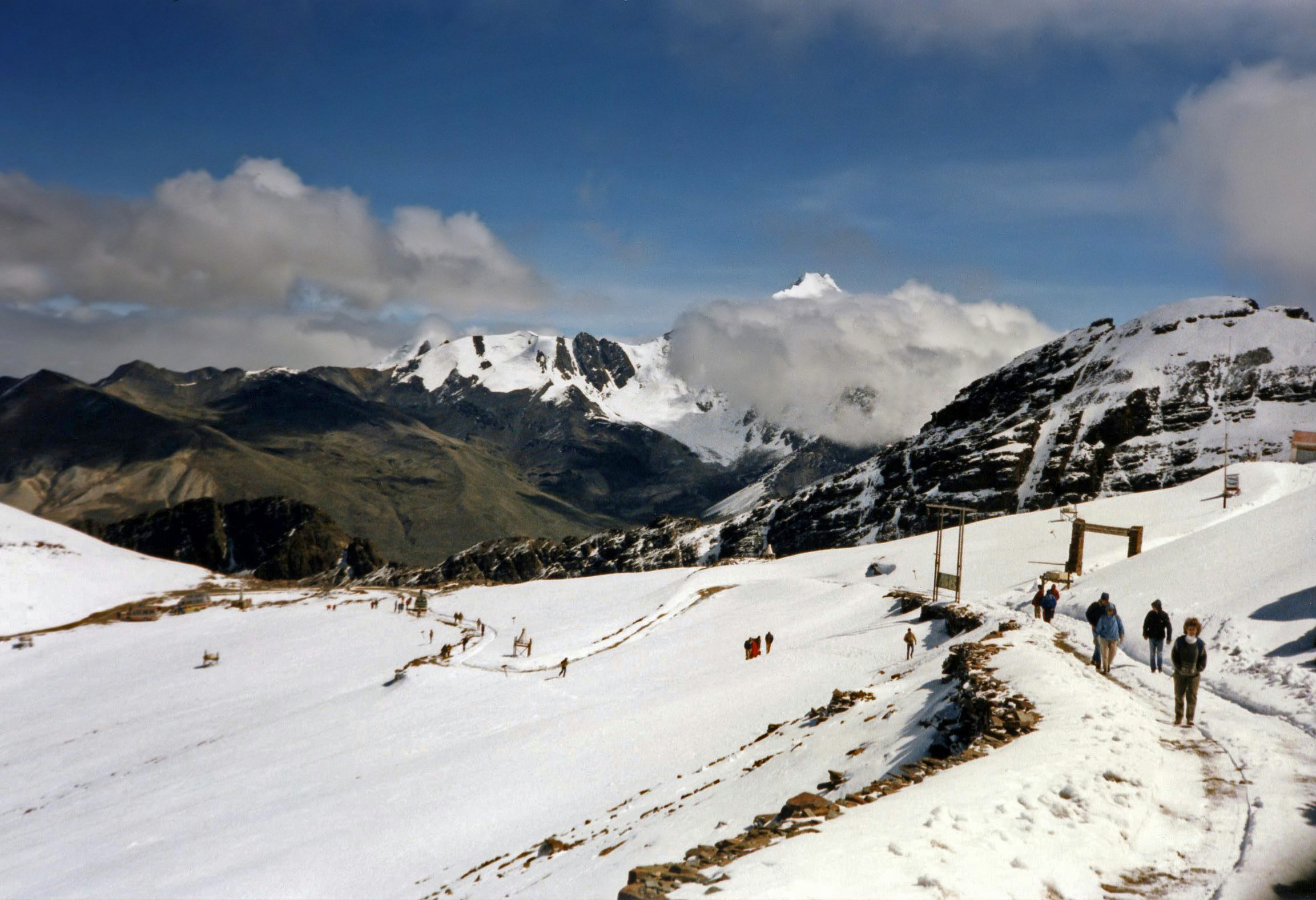
Chacaltaya, na Bolívia, considerada a estação de esqui mais alta do mundo, atualmente desativada.

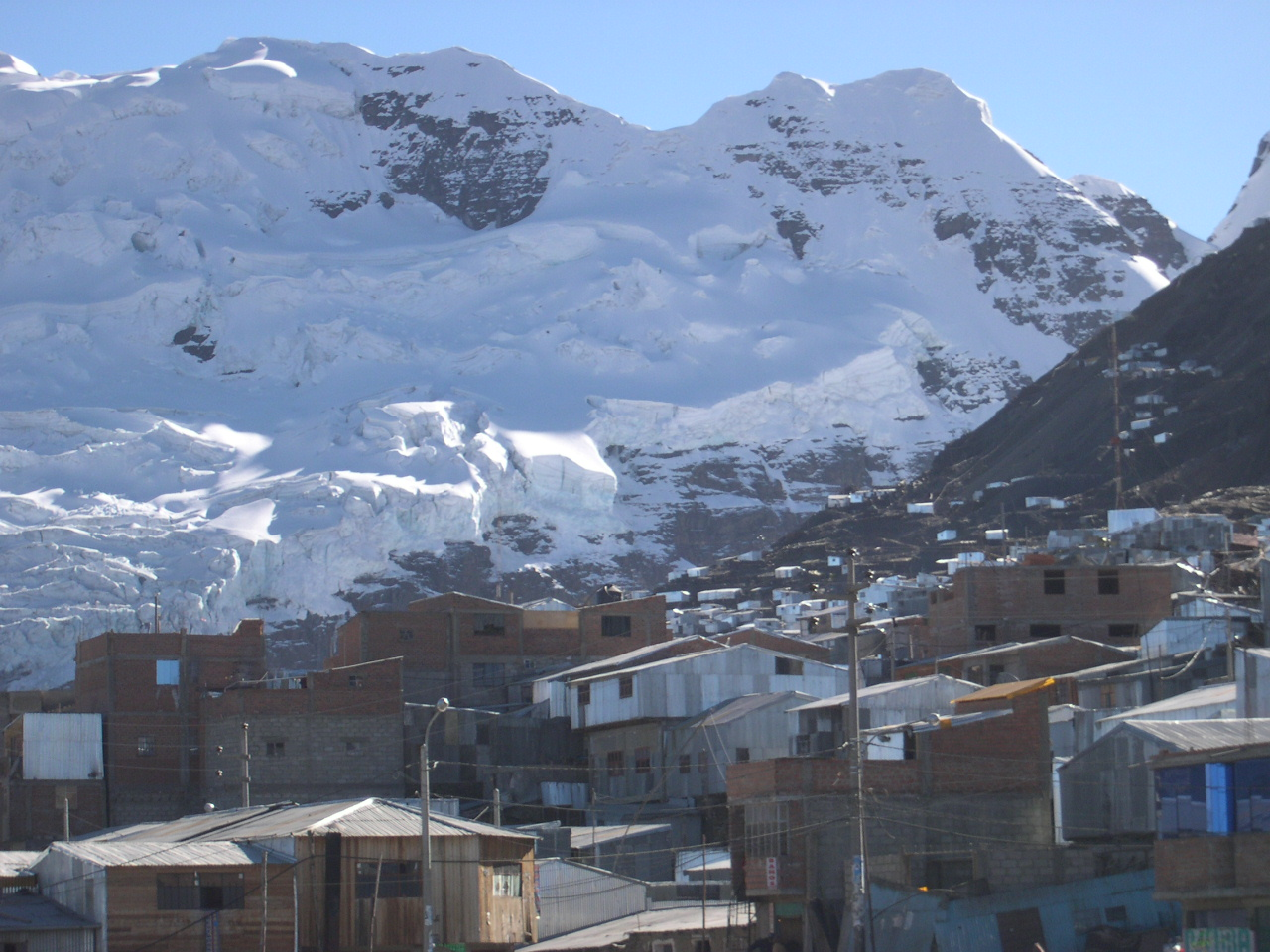
Neve em La Rinconada, Peru, considerada a cidade mais alta do mundo.

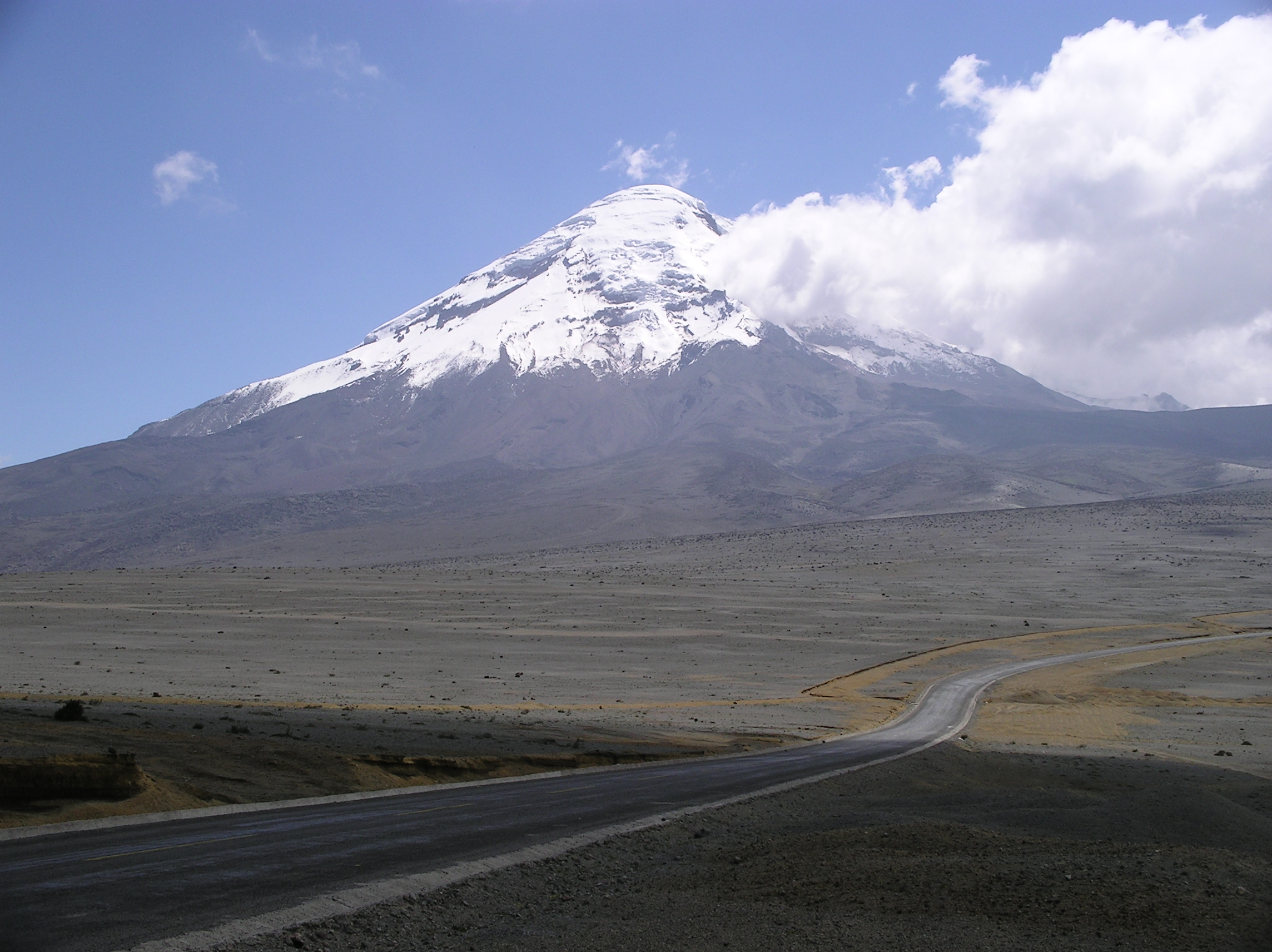
Vulcão Chimborazo, no Equador.

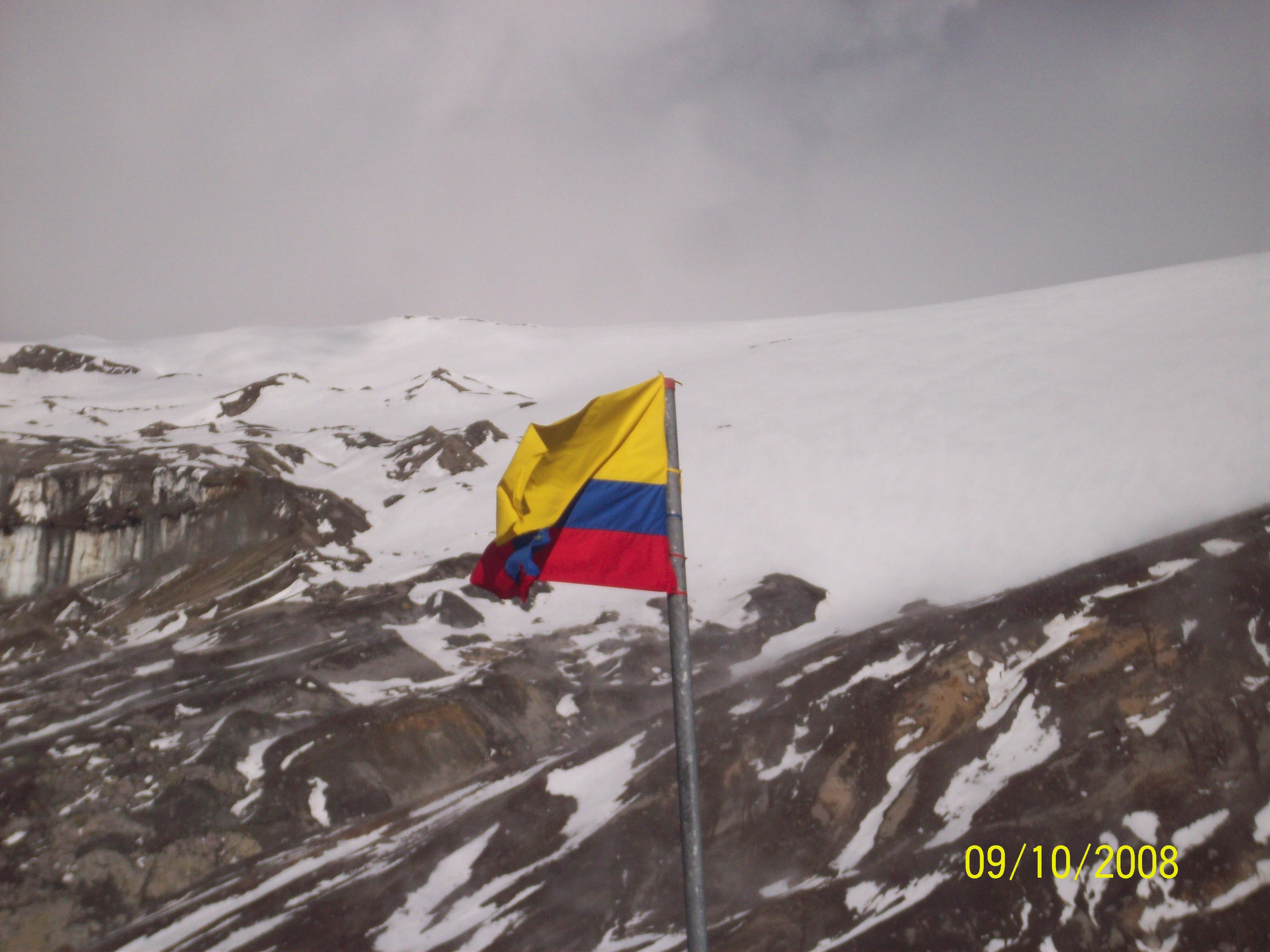
Nevado del Ruiz, vulcão na Colômbia.

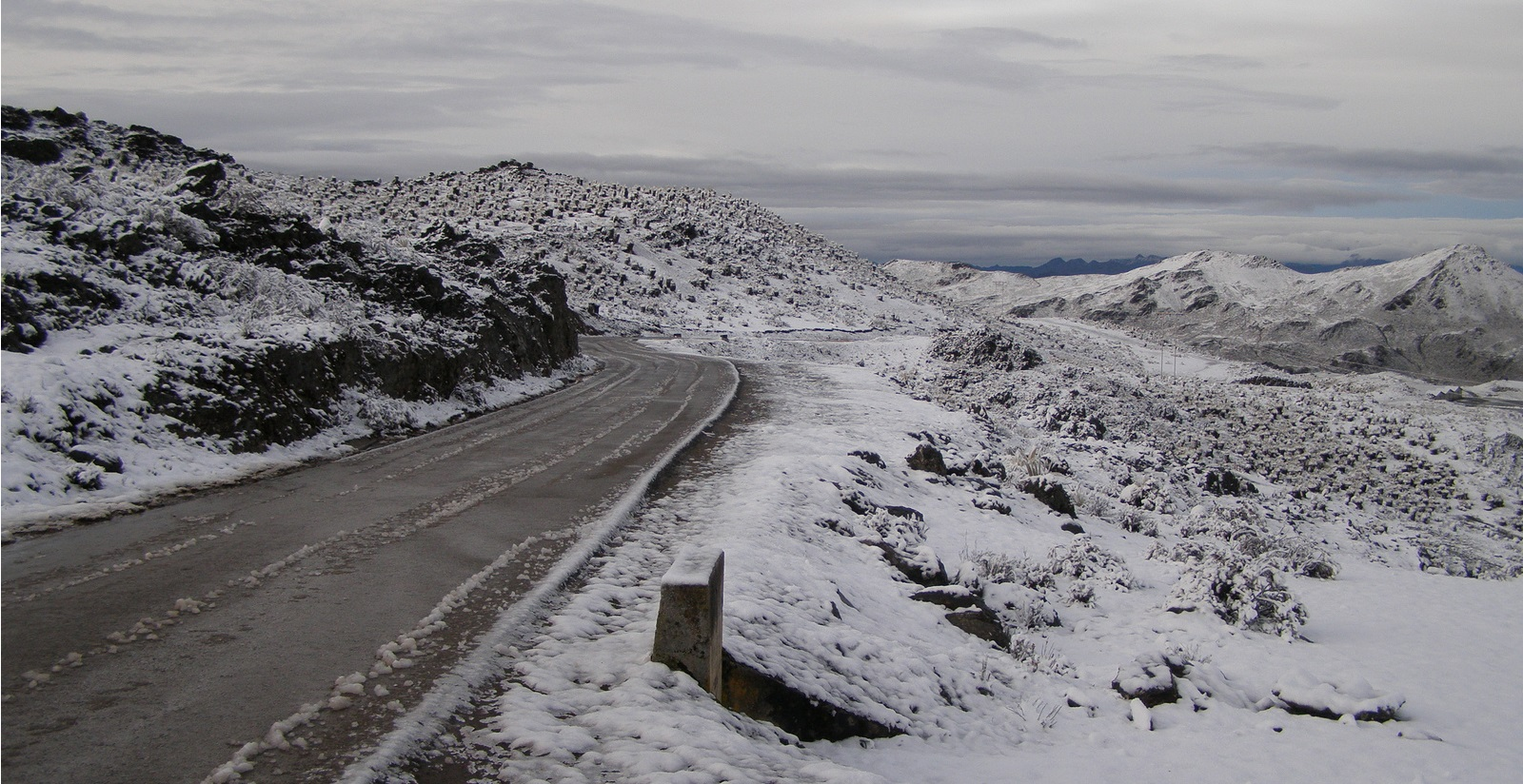
Neve em estrada do estado de Mérida, na Venezuela.

- Bolívia

- Peru

- Equador

- Colômbia

- Venezuela